# Лігай Тауншип (округ Нортамберленд, Пенсільванія)
Лігай Тауншип (англ. Lehigh Township) — селище (англ. township) в США, в окрузі Нортгемптон штату Пенсільванія. Населення — 10 774 особи (2020).

## Демографія
Згідно з переписом 2010 року, у селищі мешкало 10 526 осіб у 4159 домогосподарствах у складі 3118 родин. Було 4362 помешкання
Расовий склад населення:
| - 98,0 % — білих - 0,5 % — чорних або афроамериканців - 0,5 % — азіатів - 0,1 % — корінних американців |

До двох чи більше рас належало 0,7 %. Частка іспаномовних становила 1,6 % від усіх жителів.
За віковим діапазоном населення розподілялося таким чином: 19,2 % — особи молодші 18 років, 63,7 % — особи у віці 18—64 років, 17,1 % — особи у віці 65 років та старші. Медіана віку мешканця становила 46,4 року. На 100 осіб жіночої статі у селищі припадало 100,8 чоловіків;  на 100 жінок у віці від 18 років та старших — 99,6 чоловіків також старших 18 років.
Середній дохід на одне домашнє господарство  становив 87 007 доларів США (медіана — 70 433), а середній дохід на одну сім'ю — 97 288 доларів (медіана — 81 274). Медіана доходів становила 56 816 доларів для чоловіків та 40 816 доларів для жінок. За межею бідності перебувало 5,2 % осіб, у тому числі 7,9 % дітей у віці до 18 років та 4,0 % осіб у віці 65 років та старших.
Цивільне працевлаштоване населення становило 5583 особи. Основні галузі зайнятості: освіта, охорона здоров'я та соціальна допомога — 24,8 %, виробництво — 19,4 %, роздрібна торгівля — 8,7 %, науковці, спеціалісти, менеджери — 8,2 %.